# جانی فارل
جانی فارل (انگلیسی: Johnny Farrell؛ ۱ آوریل ۱۹۰۱ – ۱۴ ژوئن ۱۹۸۸) یک گلف‌باز بود.